# Тепловское нефтегазоконденсатное месторождение
Тепловское нефтегазоконденсатное месторождение — расположено в Западно-Казахстанской области, в 25 км к северо-западу от города Уральска. Находится в северной бортовой зоне Прикаспийской впадины.
По административному делению Контрактный участок Тепловский относится к Зеленовскому району Западно-Казахстанской области Республики Казахстан.

## О месторождении
Месторождение входит в Каменско-Тепловско-Токаревскую группу месторождений, которая состоит из восьми газоконденсатных и нефтегазоконденсатных месторождений: Токаревское, Каменское, Цыгановское, Ульяновское, Гремячинское, Восточно-Гремячинское, Западно-Тепловское, Тепловское.
- Содержание сероводорода в газе — 0,34 %.
- Глубина залегания коллектора — 2930 м.

Открыто в 1979 году производственным геологическим объединением «Уральскнефтегазгеология».
В настоящее время месторождение разрабатывает акционерное общество «Совместное предприятие „Степной Леопард, ЛТД“».